# 1092
| Calendário gregoriano                                                        | 1092 MXCII                                             |
| Ab urbe condita                                                              | 1845                                                   |
| Calendário arménio                                                           | 541 – 542                                              |
| Calendário bahá'í                                                            | -752 – -751                                            |
| Calendário budista                                                           | 1636                                                   |
| Calendário chinês                                                            | 3788 – 3789 Início a 10 de fevereiro (aproximadamente) |
| Calendário copta                                                             | 808 – 809                                              |
| Calendário etíope                                                            | 1084 – 1085                                            |
| Calendários hindus - Vikram Samvat - Calendário nacional indiano - Cáli Iuga | 1147 – 1148 1013 – 1014 4192 – 4193                    |
| Calendário Holoceno                                                          | 11092                                                  |
| Calendário islâmico                                                          | 485 – 486                                              |
| Calendário judaico                                                           | 4852 – 4853                                            |
| Calendário persa                                                             | 470 – 471                                              |
| Calendário rúnico                                                            | 1342                                                   |
| Calendário solar tailandês                                                   | 1635                                                   |

1092 (MXCII, na numeração romana) foi um ano bissexto do século XI do Calendário Juliano, da Era de Cristo, e as suas letras dominicais foram D e C (53 semanas), teve  início a uma quinta-feira e terminou a uma sexta-feira.
No território que viria a ser o reino de Portugal estava em vigor a Era de César que já contava 1130 anos.
| Ano completo                           |
| -------------------------------------- |
| Ano bissexto com início à quinta-feira |

## Eventos
- Tomada de posse do bispo Crescónio de Coimbra, com o triunfo da introdução da liturgia romana.

## Nascimentos
- Fulque V de Anjou, Conde de Anjou (Angers 1092 — Acra 13 de Novembro de 1143) foi Conde de Anjou e rei de Jerusalém de 1131 a 1143.

## Mortes
- Guilherme IV de Toulouse, foi conde de Toulouse. (n. 1060).
- Bosão II de Châtellerault (n. 1050).
- 11 de Março - Armengol IV de Urgel, foi Conde de Urgel, nasceu em 1056.